# فیلم بدون عنوان استیون اسپیلبرگ
استیون اسپیلبرگ  یک فیلم علمی تخیلی آمریکایی رو به انتشار را کارگردانی می‌کند که فیلم‌نامه‌اش را دیوید کپ بر اساس داستانی از اسپیلبرگ به نگارش درآورده است. در این فیلم امیلی بلانت،  جاش اوکانر، کالین فرث، ایو هیوسن، وایت راسل و کولمن دومینگو به ایفای نقش پرداخته‌اند. این فیلم قرار است در ۱۲ ژوئن ۲۰۲۶ به‌وسیلهٔ یونیورسال پیکچرز در ایالات متحده منتشر شود. 

## بازیگران
- امیلی بلانت
- جاش اوکانر
- کالین فرث
- ایو هیوسن
- کولمن دومینگو
- وایت راسل
- نوا رابینز
- چاوو گررو
- لنس آرچر
- برایان کیج

## تولید
در آوریل ۲۰۲۴ اعلام شد که پروژه بعدی استیون اسپیلبرگ فیلمی در مورد شیء ناشناس پرنده خواهد بود که داستان آن بر پایهٔ ایده اصلی خودش است و دیوید کپ فیلمنامه آن را می‌نویسد. در می همان سال، بنا بود که یونیورسال پیکچرز توزیع آن را عهده‌دار شود. در ژوئن، امیلی بلانت در حال مذاکره برای پیوستن به فیلم در نقش اصلی بود. در ماه آگوست، کالین فرث در حال مذاکرات اولیه برای پیوستن به فیلم بود، در حالی که تأیید شد بلانت در این فیلم بازی می‌کند. ماه بعد، ایو هیوسن در حال مذاکره برای پیوستن به فیلم بود. ماه بعد، کولمن دومینگو به بازیگران پیوست و فرث و هیوسن نیز حضور خود را تأیید کردند. در دسامبر، وایت راسل در حال مذاکره برای پیوستن به فیلم بود و جاش اوکانر به عنوان بازیگر تأیید شد. در ژوئیه ۲۰۲۴، گزارش شد که عنوان بشقاب به فیلم داده شد، اما بعداً با شروع فیلمبرداری به افشاگری تغییر یافت.

### فیلمبرداری
تصویربرداری اصلی در ۲۶ فوریه ۲۰۲۵ آغاز شد و تا تابستان آن سال در نیوجرسی، آتلانتا، شهر نیویورک و هانتینگتون تحت عنوان Non-View ادامه خواهد داشت. فراخوان انتخاب بازیگران سیاهی‌لشکر مستقر در لانگ آیلند، نیویورک برای سکانسی که در ۴ مارس ۲۰۲۵ فیلمبرداری می‌شود، در ۱۶ ژانویه ۲۰۲۵ صادر شد.

## انتشار
این فیلم قرار است در ۱۲ ژوئن ۲۰۲۶ در ایالات متحده منتشر شود. این فیلم در ابتدا قرار بود در ۱۵ می ۲۰۲۶ منتشر شود.